# Moritz Schlick
Friedrich Albert Moritz Schlick, född 14 april 1882 i Berlin, död 22 juni 1936 i Wien, var en tysk filosof och fysiker, ansedd som den så kallade Wienkretsens andlige ledare. 

## Biografi
Schlick studerade fysik bland annat i Berlin, under Max Planck och promoverades 1904 efter att ha lagt fram avhandlingen Über die Reflexion des Lichts in einer inhomogenen Schicht. Han habiliterade 1911 vid Rostocks universitet med en skrift om sanningsbegreppet i modern logik, Das Wesen der Wahrheit nach der modernen Logik. 
Han var professor vid Rostocks universitet 1917–1921 och vid Kiels universitet 1921–1922. År 1922 efterträdde Schlick Ernst Mach som professor i naturfilosofi vid Wiens universitet. Han var även gästprofessor i USA två gånger, 1929 och 1931–1932. 
Schlick var inledningsvis starkt påverkad av Ernst Mach, Hermann von Helmholtz och Henri Poincaré, och senare av Rudolf Carnap och Ludwig Wittgenstein. Han var en centralgestalt i Wienkretsen och lämnade betydelsefulla bidrag till den logiska positivismen.

### Död
Den 22 juni 1936 sköts Schlick ihjäl av en av sina tidigare studenter, Hans Nelböck (1903–1954). Dådet ansågs ha antisemitiska bevekelsegrunder, men Nelböck bedyrade att svartsjuka låg bakom hans gärning. Han hade blivit avvisad av studenten Sylvia Borowicka och då fått för sig att objektet för hennes kärlek var Schlick.